# 조선총독부 식산국
조선총독부 식산국(朝鮮總督府 殖産局)은 조선총독부가 설치한 행정 조직이다.

## 연혁
1910년 10월 1일 한일 병합 조약이 체결되어 조선총독부가 설치되면서 농상공부(農商工部)에 속하는 국으로서 상공국(商工局)과 함께 식산국이 설치되었다. 1912년 4월 1일에 농상공부의 2국은 개편되어 농림국(農林局)과 식산국이 되었다. 1915년 4월에는 기구 간소화의 목적으로 식산국은 농림국과 함께 폐지되어 각 과의 사무를 농상공부장이 직접 지휘하게 되었다. 1919년 10월 1일의 관제 개정에 의해서 농상공부는 폐지되어 총독 직속의 국으로서 식산국이 설치되었다. 1943년 12월 1일에 식산국은 농림국과 전매국(專賣局) 등과 함께 폐지되고 농상국(農商局)과 광공국(鑛工局)이 신설되었다. 조선총독부 광공국은 조선총독부가 폐지될 때까지 존재한 조선총독부 내부부국(총독관방, 재무국, 광공국, 농상국, 법무국, 학무국, 경무국)의 하나이다.

## 기구
※ 1941년 9월 1일 당시의 조직 구성이다. 이외에 총독부 소속 관청으로 수산시험장(水産試驗場), 수산제품검사소(水産製品檢査所) 등이 있었다.
- 식산국(殖産局)
  - 상공과(商工課)
  - 물가조정과(物価調整課)
  - 연료과(燃料課)
  - 광산과(鑛山課)
  - 산금과(産金課)
  - 수산과(水産課)
  - 연료선광연구소(燃料選鑛研究所)
  - 상공장려관(商工奬勵館)
  - 착암공양성소(鑿岩工養成所)
  - 지질조사소(地質調査所)
  - 도량형소(度量衡所)

## 참고 문헌
- 조선총독부 편, 《시정 30년사》(施政三十年史), 조선총독부, 1940년.
- 조선총독부 편, 《조선사정 쇼와 17년도판》(朝鮮事情 昭和十七年度版), 조선총독부, 1941년.
- 전전기관료제연구회 편, 《전전기일본관료제의 제도·조직·인사》(戰前期日本官僚制の制度·組織·人事), 도쿄대학교출판회, 1981년.

## 같이 보기
- 조선총독부
- 조선총독부 청사와 관사